# Domenico Maria Canuti

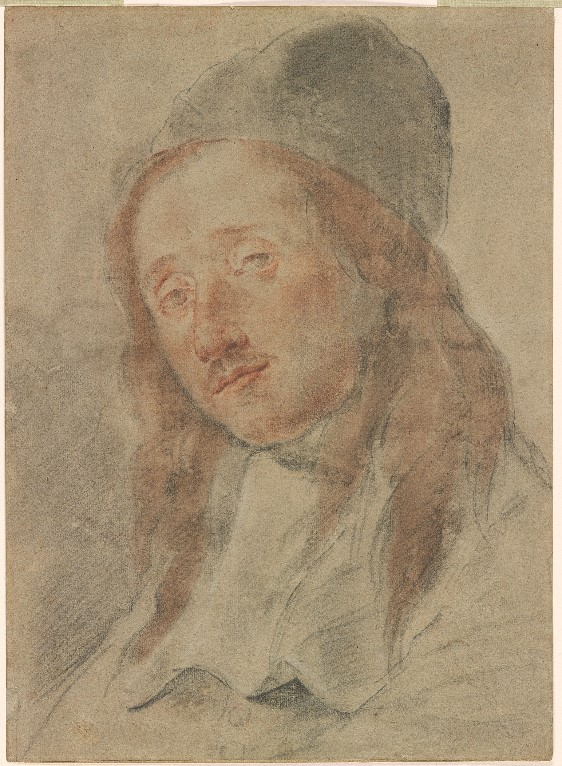
Selbstporträt von Domenico Maria Canuti, um 1650.
Braune, weiße, schwarze und rote Kreide auf Papier, 48,6 × 35,1 cm. Pierpont Morgan Library, New York

Domenico Maria Canuti (* 1626 in Bologna; † 6. April 1684 ebenda) war ein italienischer Maler und Kupferstecher des Hochbarock aus der Bologneser Schule. Vor allem im Bereich der Freskenkunst gehörte er zu den führenden und bedeutenden Künstlern seiner Zeit.

## Leben
Er war ein Sohn von Luca Canuti und dessen Frau Santina. Canutis Schwester Giulia war auch Malerin und heiratete Domenico Maria Bonaveri: ihre Söhne Domenico, Carlo und Luca Bonaveri waren auch alle Künstler.
Domenico Canuti begann zunächst eine Lehre bei einem Goldschmied, die er jedoch schon nach kurzer Zeit, angeblich wegen gesundheitlicher Probleme, abbrach. Mit Hilfe einer Tante, die als Oblatenschwester im Kloster Santa Cristina lebte, erlernte er danach bei Giovan Battista Bertusi das Zeichnen. In der Folge waren seine Lehrer Francesco Albani und Guido Reni, und nach des letzteren Tod (1642) Giovanni Andrea Sirani. In Siranis Werkstatt tat sich Canuti durch sein Talent und Können bereits sehr hervor und 1643 wurde er Leiter der Accademia del disegno degli Indistinti.
Nachdem er den Neid des Sirani auf sich gezogen hatte, verließ Canuti dessen Werkstatt und arbeitete zunächst allein weiter, bis er Ende 1646 oder Anfang 1647 mit Unterstützung von Taddeo Pepoli, dem Abt des Olivetanerklosters von Bologna, nach Rom gehen konnte, wo er mindestens bis zum 18. Dezember 1651 blieb. In Rom kam er mit den bahnbrechenden Fresken von Annibale Carracci, Lanfranco und Pietro da Cortona in Berührung.

Die wahrscheinlich ersten bekannten Werke Canutis sind Fresken mit den Martyrien von zwei weiblichen Heiligen an der Tribuna in Santa Francesca Romana (Rom).

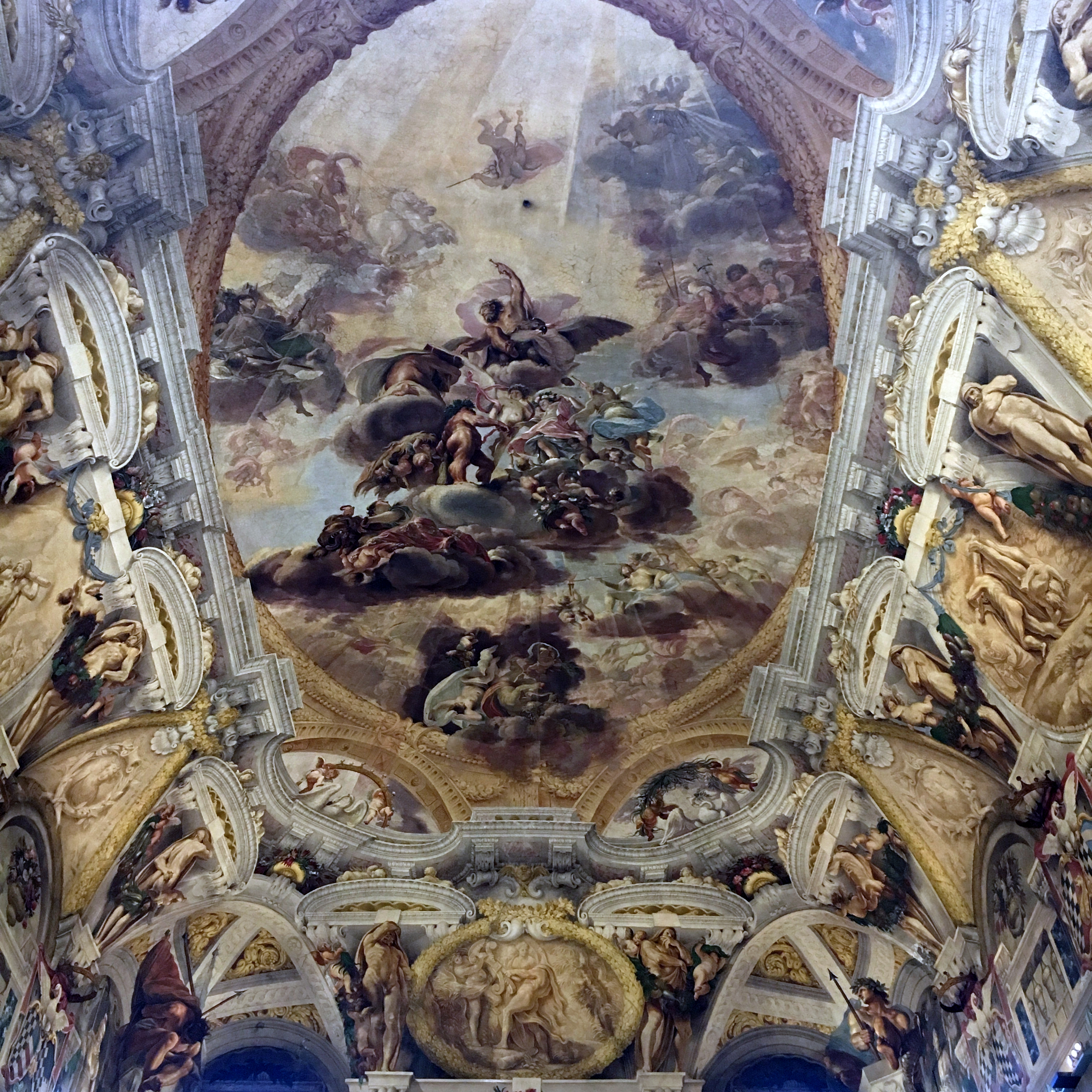
Apotheose des Herkules, 1669–70,
Deckenfresko im Salone d’onore des Palazzo Pepoli Campogrande, Bologna (Quadraturen von Mengazzino) (bitte durch Klick vergrößern)

Nachdem er wieder nach Bologna zurückgekehrt war, schuf er zwischen 1657 und 1659 für die dortige Kartäuserkirche San Girolamo alla Certosa Das Jüngste Gericht und zwei Gemälde mit den Seligen Margherita und Beatrice für Seitenaltäre.
1659 erhielt auch seine ersten Aufträge von den Mönchen von San Michele in Bosco (Bologna), für die er bis zu seinem Tode noch mehrmals wichtige Werke schaffen würde. Zuerst entstanden zusammen mit dem Quadraturmaler Domenico Santi, genannt „il Mengazzino“, verschiedene Fresken in der Klosterkirche, darunter die Vertreibung der Dämonen am Triumphbogen, sowie acht Engel über den Bögen der Kapellen. In derselben Kirche und wohl um dieselbe Zeit schuf er auch die nächtliche Kreuzabnahme Jesu bei Fackelschein, die seinerzeit unter dem Namen „Die Nacht“ (la notte) sehr berühmt war.
Für die 1660er Jahre sind zwei Aufenthalte Canutis in Mantua dokumentiert, wo er einige Altarbilder in den Mantuaner Kirchen San Pietro und Santa Teresa hinterließ, und für den Herzog von Mantua Fresken in dessen Villa von Marmirolo schuf.
Dazwischen malte er um 1664 für die Kirche San Benedetto Novello in Padua sieben Altarbilder zum Leben des hl. Bernhard, unter anderem für den Hauptaltar: Der hl. Bernhard erhält die Regeln von der Jungfrau Maria. Kurz darauf war er auch wieder in Bologna tätig und malte im Treppenhaus des Palazzo Pepoli zwei Fresken in Form von Medaillons: Die Wahl des Taddeo Pepoli zum Fürsten und Taddeo Pepoli als apostolischer Vikar.
Zu Canutis Meisterwerken gehören die um 1669–70, wieder gemeinsam mit Mengazzino, geschaffenen Deckenfresken im Salone d’onore des Palazzo Pepoli (Apotheose des Herkules) und der Triumph von Bacchus und Ariadne im Palazzo Calzolari (einst: Fibbia).

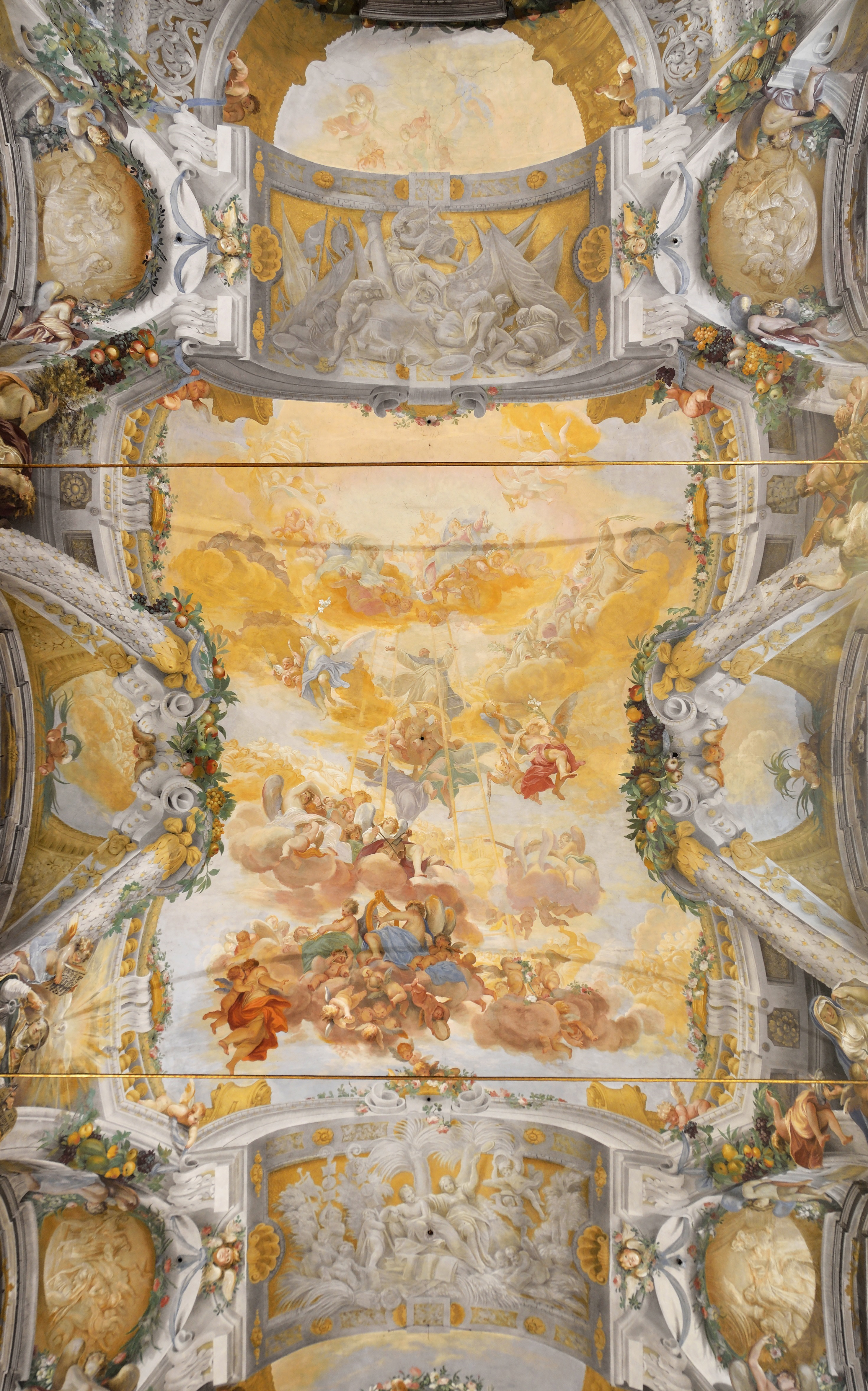
Apotheose des hl. Dominikus, 1674–75, Deckenfresko in Santi Domenico e Sisto, Rom (Quadraturen von Enrico Haffner) (bitte durch Klick vergrößern)

Im April 1672 reiste Canuti zum zweiten Mal nach Rom, wo er unter anderem für Lorenzo Onofrio Colonna im Palazzo Colonna arbeitete. Am 4. September des Jahres wurde er Mitglied in der Accademia di San Luca.

Ein bedeutendes, ja bahnbrechendes Werk der hochbarocken Freskenkunst sind Canutis Deckengemälde Ekstase und Apotheose des hl. Dominikus in der römischen Kirche Santi Domenico e Sisto, die er 1674 begann und am 10. August 1675 beendete; für den scheinarchitektonischen Rahmen war diesmal der Quadraturmaler Enrico Haffner zuständig. Diese in strahlend goldenes Licht getauchte barocke Himmelsvision, bei der zwei Leitern aus Licht in göttliche Gefilde führen, entstand etwa zeitgleich mit Baciccias Fresken in Il Gesù, und es ist keineswegs sicher, wer dabei von wem beeinflusst war; aber wahrscheinlich flossen bei beiden Künstlern Kenntnisse der Werke von Correggio in Parma und Lanfranco in Rom mit ein. Canutis Malerei ist hier von ätherischer Leichtigkeit und Weichheit.

Nach der Fertigstellung dieses Meisterwerks malte er 1676 noch Fresken im Palazzo Altieri, bevor er nach Bologna zurückkehrte.
Dort war er in den folgenden Jahren wieder für San Michele in Bosco tätig, wo er zwischen 1677 und 1680 wiederum mit Unterstützung von Enrico Haffner die Klosterbibliothek freskierte; das Programm der Fresken hatte Canutis alter Gönner Taddeo Pepoli erdacht. 1682 bis 1684 schuf er dann die Fresken der Apsis und der Kuppel in der Klosterkirche, die am 23. März 1684 vollendet waren.
Canutis Gesundheitszustand war bereits seit seiner Rückkehr von Rom bedenklich gewesen und verschlechterte sich nun rapide. Bereits todkrank machte er am 4. April 1684 sein Testament und verschied zwei Tage später.
Domenico Maria Canuti hatte eine ganze Reihe von Schülern, darunter Giacomo Paganuzzi, der ihn nach Rom begleitete, Giuseppe Maria Crespi und Giovanni Antonio Burrini, des Weiteren Giuseppe und Antonio Roli, Ferdinando Fochi, Giacomo Croci, Giovanni Giuseppe Santi, Girolamo Negri, Giovanni Batista Caccioli und Lucrezia Scarfaglia.

## Werke (Auswahl)
- Verschiedene Werke in Kirche und Konvent San Michele in Bosco, Bologna:
  - Fresken (Vertreibung der Dämonen, acht Engel, Heilige Dominikaner) in der Kirche, um 1659 (zusammen mit dem Quadraturmaler Domenico Santi, genannt „il Mengazzino“)
  - Die Nacht (Kreuzabnahme Jesu bei Fackelschein), vor 1658–60, Wandgemälde in Öl, in der Kirche
  - Freskendekor in der Klosterbibliothek, 1677–80 (zusammen mit dem Quadraturmaler Enrico Haffner)
  - Triumph der Immaculata über die Erbsünde, Fresko in der Apsis der Kirche, um 1682–84
  - Triumph der ewigen Wahrheit über die weltlichen Verfehlungen, Kuppelfresko der Kirche, 1682–84

Anderes:

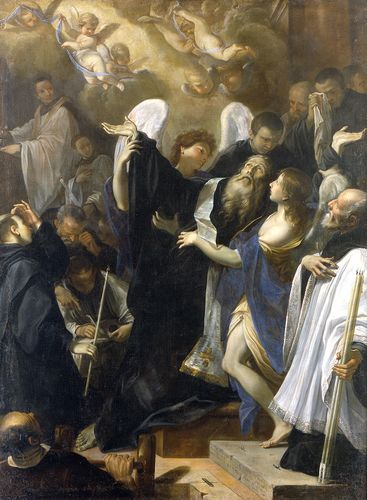
Tod des hl. Benedikt, 1667, Pinacoteca Nazionale, Bologna

- Hl. Caecilia, nach 1651, Santa Maria di Valverde, Imola
- 2 Fresken (Martyrien zweier weiblicher Heiliger) der Tribuna, ca. 1646–51, Santa Francesca Romana, Rom
- Das Jüngste Gericht und zwei Bilder für Seitenaltäre (die Seligen Margherita und Beatrice), 1657–59, San Girolamo alla Certosa, Bologna
- Hauptaltarbild Der hl. Bernhard empfängt die Regel von der Jungfrau Maria und sechs Gemälde der Seitenaltäre (Leben des hl. Bernhard), um 1664, San Benedetto Novello, Padua
- 2 Medaillons in Fresko (Wahl des Taddeo Pepoli zum Fürsten und Taddeo Pepoli als apostolischer Vikar), 1665, Treppenhaus des Palazzo Pepoli, Bologna
- Christus erscheint der hl. Theresa, ca. 1662–66, Kirche Santa Teresa, Mantua
- 2 Gemälde: Der Schutzengel und der hl. Thomas von Aquin, ca. 1662–66, Kirche San Pietro, Mantua
- 2 Gemälde: der hl. Bernhard bei den Pestkranken und der hl. Bernhard hilft den Arbeitern auf dem Trümmerfeld, um 1666, Museo civico, Padua
- Geißelung, ca. 1665–70, Privatsammlung
- Gebet der hl. Theresa, ca. 1665–70, Santa Maria degli Alemanni, Bologna
- Tod des hl. Benedikt, signiert 1667 ?, (urspr. für Santa Margherita, Bologna) Pinacoteca di Bologna
- Deckenfresko: Apotheose des Herkules, 1669–70, Palazzo Pepoli, Bologna (zusammen mit dem Quadraturisten Mengazzino)
- Fresko: Triumph von Bacchus und Ariadne, um 1670, Palazzo Calzolari (einst: Palazzo Fibbia), Bologna (Quadraturen von Mengazzino)
- Der hl. Bernardo Tolomei im Gebet, ca. 1672–74, Santa Francesca Romana, Rom
- Deckenfresken (Apsis und Kirchenschiff): Ekstase und Apotheose des hl. Dominikus, 1674–75, Santi Domenico e Sisto, Rom (zusammen mit dem Quadraturmaler Enrico Haffner)
- Fresken, 1675–76, Palazzo Altieri, Rom
- Deckenfresko Jupiter vertraut Merkur den Bacchus an, ca. 1677–80, Palazzo Marescotti, Bologna
- Martyrium der hl. Christina, Santa Cristina, Bologna